# Bács-Kiskun vármegyei 5. sz. országgyűlési egyéni választókerület
A Bács-Kiskun vármegyei 5. sz. országgyűlési egyéni választókerület egyike annak a 106 választókerületnek, amelyre a 2011. évi CCIII. törvény Magyarország területét felosztja, és amelyben a választópolgárok egy-egy országgyűlési képviselőt választhatnak. A választókerület nevének szabványos rövidítése: Bács-Kiskun 05. OEVK. Székhelye: Kiskunhalas

## Területe
A választókerület az alábbi településeket foglalja magába:
1. Bácsalmás
2. Bácsszőlős
3. Balotaszállás
4. Borota
5. Császártöltés
6. Csikéria
7. Hajós
8. Harkakötöny
9. Imrehegy
10. Jánoshalma
11. Kecel
12. Kelebia
13. Kéleshalom
14. Kiskunhalas
15. Kisszállás
16. Kunbaja
17. Kunfehértó
18. Mélykút
19. Pirtó
20. Tataháza
21. Tázlár
22. Tompa
23. Zsana

## Országgyűlési képviselője
| Név          | Párt                                         | Párt        | Terminus | Megjegyzés                                   |
| ------------ | -------------------------------------------- | ----------- | -------- | -------------------------------------------- |
| Bányai Gábor |                                              | Fidesz-KDNP | 2014 –   | A 2014-es országgyűlési választás eredménye: |
| Bányai Gábor | A 2018-as országgyűlési választás eredménye: | Fidesz-KDNP | 2014 –   |                                              |
| Bányai Gábor | A 2022-es országgyűlési választás eredménye: | Fidesz-KDNP | 2014 –   |                                              |

## Demográfiai profilja
| Iskolai végzettség                | Iskolai végzettség               | Iskolai végzettség | Iskolai végzettség | Iskolai végzettség |
| --------------------------------- | -------------------------------- | ------------------ | ------------------ | ------------------ |
|                                   |                                  |                    |                    | fő                 |
| Általános iskolát nem végezte el  | Általános iskolát nem végezte el |                    | 2854               | 2854               |
| Általános iskola                  | Általános iskola                 |                    | 16868              | 16868              |
| Szakmunkás                        | Szakmunkás                       |                    | 18267              | 18267              |
| Érettségi                         | Érettségi                        |                    | 19629              | 19629              |
| Diploma                           | Diploma                          |                    | 8739               | 8739               |
| A 2022. évi népszámlálás szerint. |                                  |                    |                    |                    |

A Bács-Kiskun vármegyei 5. sz. választókerület lakónépessége 2022. október 1-jén 79 811 fő volt. A 2011-es és a 2022-es népszámlálás között 7493 fővel csökkent a választókerület lakosság száma. A választókerületben a korösszetétel alapján a legtöbben a középkorúak élnek 28 668 fővel, míg a legkevesebben az időskorúak 18 013 fővel. A választókerület lakosságának a 78,1%-nál van internet elérési lehetőség.
A legmagasabb befejezett iskolai végzettség szerint az érettségi végzettséggel rendelkezők élnek a legtöbben 19 629 fő, utánuk a következő nagy csoport a szakmunkások 18 267 fővel.
Gazdasági aktivitás szerint a lakosság közel fele foglalkoztatott 35 605 fő, második legjelentősebb csoport az inaktív keresők, akik főleg nyugdíjasok 21 612 fővel.
A választókerület legjelentősebb nemzetiségi csoportja a német 1817 fő, illetve a cigány 1473 fő. Magyar állampolgársággal nem rendelkező külföldi állampolgárok aránya 1,1%.
Vallási összetétel szerint a választókerületben lakók legnagyobb vallása a római katolikus (26 359 fő), valamint jelentős közösség még a reformátusok (3277 fő). A vallási közösséghez nem tartozók száma szintén jelentős (7906 fő), a választókerületben a második legnagyobb csoport a római katolikus vallás után.

## Országgyűlési választások
| Párt                             | Párt                   | Jelölt                 | Szavazatok | %     | ± %   |
| -------------------------------- | ---------------------- | ---------------------- | ---------- | ----- | ----- |
|                                  | Fidesz-KDNP            | Bányai Gábor           | 25 535     | 55,85 | 4,6   |
|                                  | Jobbik                 | Farkas Gergely         | 15 219     | 33,28 | 8,81  |
|                                  | DK                     | Molnár László          | 2685       | 5,87  | 12,62 |
|                                  | LMP                    | Midi Melánia           | 1059       | 2,32  | 0,01  |
|                                  | Momentum               | Takács Zoltán          | 466        | 1,02  | Új    |
|                                  | Egyéb pártok           |                        | 760        | 1,65  | 1,6   |
| Megjelent                        | Megjelent              | Megjelent              | 46 357     | 65,28 | 10,69 |
| Választópolgárok száma           | Választópolgárok száma | Választópolgárok száma | 71 009     | 100   | 2,96  |
| A Fidesz-KDNP tartja a körzetet. |                        |                        |            |       |       |

| Párt                                | Párt                   | Jelölt                 | Szavazatok | %     |
| ----------------------------------- | ---------------------- | ---------------------- | ---------- | ----- |
|                                     | Fidesz-KDNP            | Bányai Gábor           | 20 228     | 51,25 |
|                                     | Jobbik                 | Farkas Gergely         | 9659       | 24,47 |
|                                     | Összefogás             | Török Zsolt            | 7297       | 18,49 |
|                                     | LMP                    | Lapos Péter            | 913        | 2,31  |
|                                     | Szociáldemokraták      | Karancsi Tibor         | 90         | 0,23  |
|                                     | Egyéb pártok           |                        | 1279       | 3,25  |
| Megjelent                           | Megjelent              | Megjelent              | 39 915     | 54,59 |
| Választópolgárok száma              | Választópolgárok száma | Választópolgárok száma | 73 115     | 100   |
| A Fidesz-KDNP nyeri meg a körzetet. |                        |                        |            |       |